# Warder Clyde Allee
Warder Clyde Allee (* 5. Juni 1885 in Bloomingdale, Indiana, USA; † 18. März 1955 in Gainesville, Florida) war ein US-amerikanischer Zoologe und Ökologe.

## Leben
Allee studierte zunächst an der University of Chicago, wo er 1912 auch promoviert wurde. Danach wechselte er an die University of Illinois und kurz darauf als wissenschaftlicher Assistent an die University of Oklahoma. 1921 kehrte er nach Chicago zurück, wo er von 1928 bis 1950 als Professor an der University of Chicago tätig war. 1950 wurde er in die American Academy of Arts and Sciences gewählt, 1951 in die National Academy of Sciences. Von 1950 bis 1955 lehrte er an der University of Florida.
Bekannt wurde er durch seine verhaltensbiologischen Studien zur Protokooperation und für den nach ihm benannten Allee-Effekt, umschrieben als inverse Dichteabhängigkeit der Sterberate.
Die US-amerikanische Animal Behavior Society, die auch Herausgeberin der Fachzeitschrift Animal Behaviour ist, verleiht auf ihrer Jahrestagung jeweils den Warder Clyde Allee Award für die beste Präsentation einer verhaltensbiologischen Forschungsarbeit eines Studenten.

## Werke (Auswahl)
- Animal Aggregations. A study in General Sociology. University of Chicago Press, Chicago 1931, ISBN 0404145019, Volltext.
- Animal life and social growth. The Williams & Wilkins Company and Associates in cooperation with the Century of Progress Exposition, Baltimore 1932. doi:10.5962/bhl.title.7432, Volltext.
- mit A. E. Emerson, Orlando Park, Thomas Park, K. P. Schmidt:  Principles of Animal Ecology. W. B. Saunders Co., Philadelphia 1949, ISBN 0721611206, Volltext.

## Belege
1. ↑  Alfred E. Emerson, Thomas Park: Warder Clyde Allee: Ecologist and Ethologist. In: Science. Band 121, Nr. 3150, 1955, S. 686–687, doi:10.1126/science.121.3150.686.
2. ↑  Biografische Notiz auf dem Webserver der Western Kentucky University.

| Personendaten    | Personendaten                                    |
| ---------------- | ------------------------------------------------ |
| NAME             | Allee, Warder Clyde                              |
| ALTERNATIVNAMEN  | Allee, W. C.                                     |
| KURZBESCHREIBUNG | US-amerikanischer Verhaltensforscher und Ökologe |
| GEBURTSDATUM     | 5. Juni 1885                                     |
| GEBURTSORT       | Bloomingdale, Indiana                            |
| STERBEDATUM      | 18. März 1955                                    |
| STERBEORT        | Gainesville, Florida                             |